# Daptone Records
Daptone Records est un label discographique indépendant américain de soul et funk, basé à New York, dans l'État de New York. Il est fondé en 2001 par les musiciens Gabriel Roth et Neal Sugarman.

## Histoire
Fondé dans le quartier de Brooklyn à New York dans le but de combler la disparition du label Desco, Daptone a enregistré et publié Sharon Jones and The Dap-Kings, Sugarman 3, The Budos Band, Menahan Street Band, Naomi Shelton, Pax Nicholas et Charles Bradley. Ont également réédités deux disques parus sur d'autres labels par le passé : Practice What You Preach (Soulciety) des Poets Of Rhythm et Soul Explosion (Desco) des Daktaris.
L'entreprise dispose de ses propres studios, où sont enregistrés la majorité des disques. La spécificité de leur son, qui reprend fidèlement les recettes de la soul et funk de la fin des années 1960 et du début des années 1970, tient à l'acoustique des lieux, l'enregistrement sur bandes analogiques (pas de numérique), et le mixage de Gabriel Roth. Cet attachement aux techniques de production analogiques et à l'esthétique musicale des années 1960 et 1970 a valu à cette musique le qualificatif de sous-genre Retro-soul. Daptone joue volontairement avec le parachronisme (en faisant passer une musique actuelle pour une musique authentiquement passée).
Pendant cette période, ils convertissent également une maison de deux familles à Bushwick, Brooklyn, en studio d'enregistrement analogique. Le premier album enregistré dans ce studio est Who Is this America ? d'Antibalas, en juillet 2003. Le producteur Mark Ronson est devenu un fan du studio. Il invite Amy Winehouse à y enregistrer des parties de son album Back to Black avec les Dap-Kings et les membres d'Antibalas Nick Movshon et Victor Axelrod. Les Dap-Kings font une tournée avec Winehouse en 2007.

## Labels subsidiaires
En 2004, Philippe Lehman, Leon Michels et Jeff Silverman créent, au sein de Daptone, Truth and Soul Records. Les droits sont revendus à la compagnie The Orchard en 2016, qui en exploite le catalogue.
En 2006, Thomas Brenneck et Homer Steinweiss prennent la direction artistique du label Dunham, qui développe sa propre identité. Le groupe du label Dunham est appelé Menahen Street Band.
En 2020, Gabriel Roth développe un studio dans sa ville natale de Californie, Riverside. Il entend dédier ce studio d'enregistrement à un courant Soul typiquement californien, exposé aux influences Chicano du Mexique et du Panama. Il lance a cette occasion Penrose Records, qu'il co-dirige avec Thomas Brenneck. Le fer de lance de Penrose est incontestablement Thee Sacred Souls, qui connaît une renommée mondiale dès fin 2023.

## Artistes
Les Dap-Kings sont le groupe « résident » du label, c'est-à-dire les musiciens qui accompagnent les groupes du label lors des enregistrements et parfois des concerts. Il est formé de Gabriel Roth alias Bosco Mann (basse électrique), Binky Griptite (guitare), Tommy Brenneck (guitare), Fernando Velez (percussions), Homer Steinweiss (batterie), David Guy (trompette), Neil Sugarman (saxophone ténor) et Ian Hendrixson-Smith (saxophone baryton). Il s'agit de la formation attitrée de la chanteuse Sharon Jones.
Les deux autres groupes phares sont : Sugarman Three (formé de Neal Sugarman : saxophone, Adam Scone : orgue Hammond, Al Street : guitare, Rudy Albin : batterie, Dave Guy : trompette. Ils ont accompagné sur scène le chanteur Lee Fields) et The Budos Band (spécialisé dans l'éthio-jazz).

## Discographie
| Année | Artiste                                 | Album                                            | Référence         |
| ----- | --------------------------------------- | ------------------------------------------------ | ----------------- |
| 2002  | Sharon Jones and The Dap-Kings          | Dap Dippin' with Sharon Jones and The Dap-Kings  | DAP-001           |
| 2002  | Sugarman Three and Co                   | Pure Cane Sugar                                  | DAP-002           |
| 2003  | The Mighty Imperials                    | Thunder Chicken                                  | DAP-003           |
| 2004  | The Daktaris                            | Soul Explosion (réédition)                       | DAP-RS001 DAP-009 |
| 2005  | Sharon Jones and The Dap-Kings          | Naturally                                        | DAP-004           |
| 2005  | The Budos Band                          | The Budos Band                                   | DAP-005           |
| 2006  | Sugarman Three                          | Sugar's Boogaloo (réédition)                     | DAP-006           |
| 2006  | Poets of Rhythm                         | Practice What You Preach (réédition)             | DAP-007           |
| 2006  | Sugarman Three                          | Soul Donkey (réédition)                          | DAP-008           |
| 2007  | Bob and Gene                            | If This World Were Mine... (réédition)           | DAP-010           |
| 2007  | The Budos Band                          | II                                               | DAP-011           |
| 2007  | Sharon Jones and The Dap-Kings          | 100 Days, 100 Nights                             | DAP-012           |
| 2008  | Artistes divers                         | Como Now : The Voices Of Panola Co., Mississippi | DAP-014           |
| 2008  | Menahan Street Band                     | Make The Road By Walking                         | DAP-015           |
| 2009  | Naomi Shelton and The Gospel Queens     | What Have You Done, My Brother                   | DAP-016           |
| 2009  | Pax Nicholas and The Nettey Family      | Na Teef Know De Road Of Teef                     | DAP-017           |
| 2009  | Artistes divers                         | Daptone Gold                                     | DAP-018           |
| 2009  | The Budos Band                          | Budos Band EP (mini-album)                       | DAP-12002         |
| 2010  | Sharon Jones and The Dap-Kings          | I Learned the Hard Way                           | DAP-019           |
| 2010  | The Budos Band                          | III                                              | DAP-020           |
| 2011  | Charles Bradley and Menahan Street Band | No Time For Dreaming                             | DAP-022           |
| 2011  | El Rego Et Ses Commandos                | El Rego (compilation)                            | DAP-023           |
| 2011  | Sharon Jones and The Dap-Kings          | Soul Time! Vol.1                                 | DAP-024           |
| 2012  | Menahan Street Band                     | No Time For Dreaming (The Instrumentals)         | DAP-025           |
| 2012  | The Sugarman 3                          | What the World Needs Now                         | DAP-026           |
| 2012  | Antibalas                               | Antibalas                                        | DAP-028           |
| 2012  | Menahan Street Band                     | The Crossing                                     | DAP-029           |
| 2013  | The Como Mamas                          | Get An Understanding                             | DAP-027           |
| 2013  | Charles Bradley                         | Victim of Love                                   | DAP-031           |
| 2014  | The Budos Band                          | Burnt Offering                                   | DAP-034           |
| 2021  | VA                                      | Daptone Super Soul Revue Live at the Apollo      | DAP-069           |